# Parroquia de Saint George (Bermudas)
Saint George es una de las nueve parroquias de Bermudas.
Se ubica en el extremo noreste de la isla principal, incluyendo una pequeña área alrededor de Tucker's Town y la península Tucker's Town, así como las islas de Saint George, Coney Island, isla Paget, isla Nonsuch, isla Castle, e isla Smith.
Técnicamente, Saint George incluye además la isla Saint David, a pesar de que se la considera una entidad separada. Las islas Saint David, Longbird y Cooper se convirtieron en una superficie de tierra unificada durante la construcción de lo que ahora es el  aeropuerto internacional de Bermudas durante la Segunda Guerra Mundial.